# Kineski tulipanovac
Kineski tulipanovac (lat. Liriodendron chinense), vrsta drveta iz porodice magnolijevki, jedna je od dvije vrste u rodu tulipanovca

## Opis
Liriodendron chinense, koji se obično naziva “kinesko tulipanovo drvo”, je brzorastuće stablo u obliku stupa koje obično naraste do 50-70m visoko. Ime je dobio po svojim cvjetovima u obliku čaše, poput tulipana (iste porodice kao i magnolije) koji cvjetaju u kasno proljeće do ranog ljeta. Ovo stablo je vrlo slično vrsti Liriodendron tulipifera (porijeklom iz istočne Sjeverne Amerike), osim što je gušće, malo manje, ima manje cvjetove bez narančastih traka, ima dublje režnjeve lišća i nije tako otporno na hladnoću. Cvjetovi u obliku čaše (dugi do 1,5 inča) maslinasto su zeleni, žuti pri dnu. Cvjetovi počinju cvjetati u svibnju. Cvjetovi mogu proći nezapaženo na velikim stablima jer se pojavljuju nakon što se lišće potpuno razvije. Ponekad se cvijeće prvi put primijeti kada atraktivne latice počnu padati na tlo. Nakon cvjetova slijede suhi, ljuskasti, duguljasti, smeđi grozdovi plodova u obliku stošca, od kojih svaki nosi brojne krilate sjemenke. Grozdovi se raspadaju kad sazriju. Režnjevito svijetlozeleno lišće postaje zlatno žuto u jesen.
Nema ozbiljnih problema s kukcima ili bolestima, ali u obzir dolaze lisne uši, lisni mineri, brašnaste stjenice i svrdlaši. Potencijalne bolesti uključuju verticillium wilt, plijesan, pepelnicu i rak.
Općenito se ne preporučuje kao ulično drvo.

## Sinonimi
- Liriodendron tulipifera var. chinense Hemsl.; J. Linn. Soc., Bot. 23(1): 25 (1886)
- Liriodendron tulipifera var. sinense Diels; Bot. Jahrb. Syst. 29(3-4): 322 (1900)

## Vanjske poveznice
|  | Zajednički poslužitelj ima još gradiva o temi Liriodendron chinense |
|  | Wikivrste imaju podatke o taksonu Liriodendron chinense             |